# یوس د بکلاره
یوس د بکلاره (انگلیسی: Jos De Beukelaere; ۷ آوریل ۱۹۲۵ – ۵ نوامبر ۱۹۶۹) دوچرخه‌سوار اهل بلژیک بود.